# Rhaphium wheeleri
Rhaphium wheeleri är en tvåvingeart som beskrevs av Van Duzee 1932. Rhaphium wheeleri ingår i släktet Rhaphium och familjen styltflugor.
Artens utbredningsområde är Wisconsin. Inga underarter finns listade i Catalogue of Life.